# Geospatial
Geospatial, (Geo=jord, Spatial=rumslig) är en term som bland annat används i militära sammanhang. Medan en geografisk position ofta förknippas med en longitud och en latitud, och därmed ger ett intryck av att vara en position i två dimensioner, så lyfter begreppet geospatial fram betydelsen av en geografisk rymd, det vill säga även höjd. Geospatial används således för att tydliggöra en positions tre dimensioner.